# Ponte-Leccia
Ponte-Leccia is een nederzetting en verkeersknooppunt op het Franse eiland Corsica. Ponte-Leccia bevindt zich in het laagste en meest noordwestelijke deel van gemeente Morosaglia.

## Verkeer en vervoer

### Spoorwegen
De twee actieve spoorlijnen van Corsica, die Ajaccio met Bastia en Calvi verbinden, splitsen in Ponte-Leccia. Het stationsgebouw, dat recent vernieuwd werd, bevindt zich langs de weg T30 richting Calvi.

### Wegen
Twee van de belangrijkste wegen op Corsica kruisen elkaar bij Ponte-Leccia. De T20 verbindt de twee Corsicaanse metropolen Ajaccio en Bastia met elkaar. Bij Ponte-Leccia en naar het oosten toe volgt de T20 de vallei van de Golo. Enkele kilometers ten zuiden van Ponte-Leccia, bij Francardo, verlaat de T20 deze vallei en klimt deze naar de waterscheiding met de Tavignano. Deze waterscheiding wordt gekruist door een tunnel onder de Colle di San Quilico.
De T30 verbindt onder meer Calvi en Île Rousse met deze T20 in Ponte-Leccia. Ten noorden van Ponte-Leccia gaat deze weg over de Col de Sainte-Marie (472 m, gemeente Pietralba).
In Ponte-Leccia start ook de departementale weg D71 naar het dorp Morosaglia en de Bocca di u Pratu (985 m).

## Cultureel-industrieel erfgoed

### Galluszuurfabriek
In 1928 werd bij de plaats "Cherchio" in Ponte-Leccia een galluszuurfabriek opgericht. Deze werd gemoderniseerd in de jaren 30 van de twintigste eeuw. In 1938 exporteerde de fabriek Société Anonyme des Tanins Corses bijna 3000 ton galluszuur naar de havens van Londen en Liverpool. Het industriële gebouw is vandaag verlaten en werd op 10 augustus 2006 erkend als cultureel erfgoed.

### Kopermijn van Ponte Leccia
Ten noorden van Ponte-Leccia, op de grens met de gemeente Canavaggia, zijn er overblijfselen van een kopermijn die uitgebaat werd in de tweede helft van de negentiende eeuw. In 1901 had de mijn zestien personen in dienst: twaalf arbeiders en vier vrouwen om de ertsen te sorteren. Ook deze mijn werd op 10 augustus 2006 erkend als cultureel erfgoed.

## Religieus erfgoed

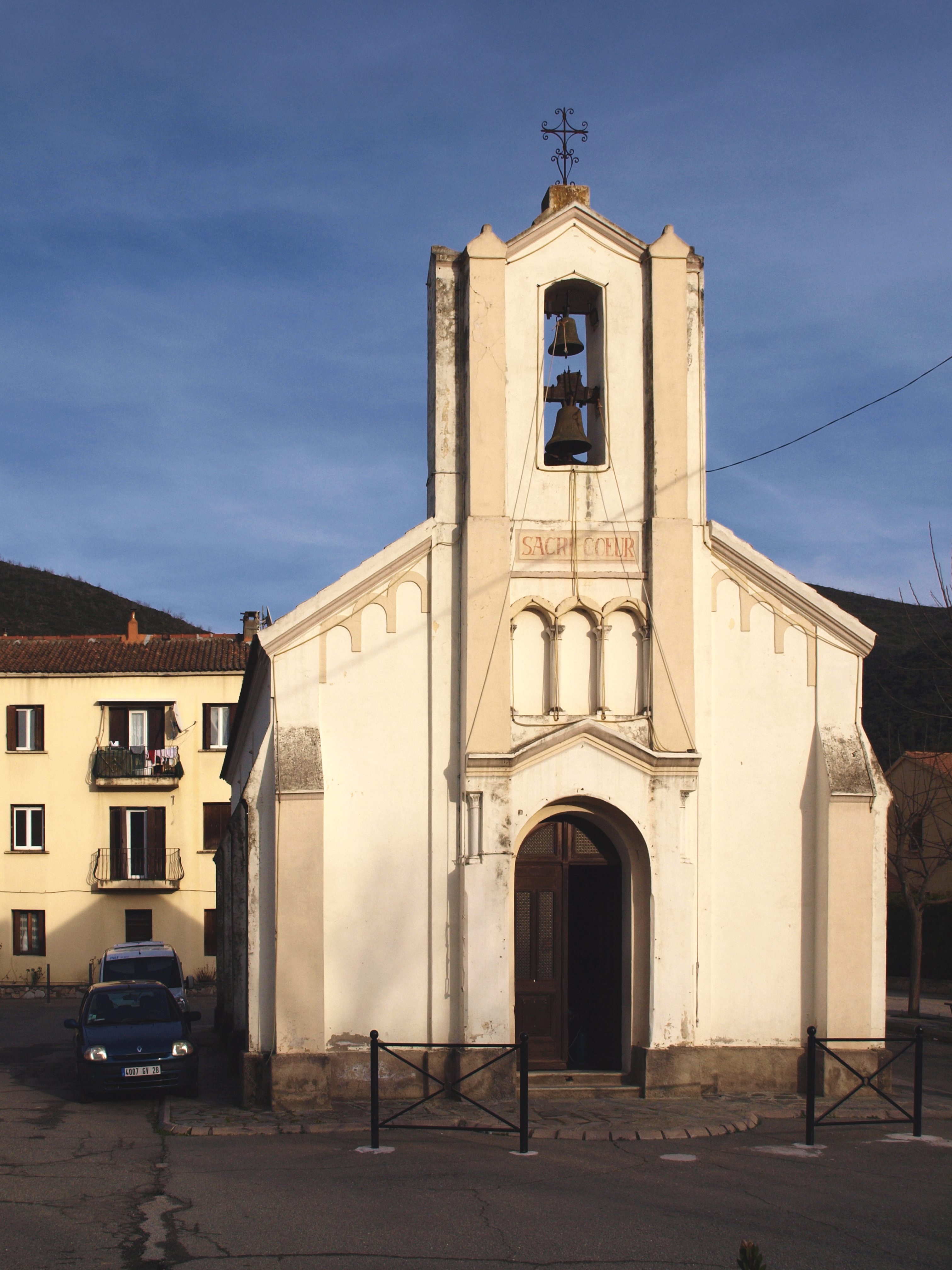
Heilig-Hartkapel/kerk

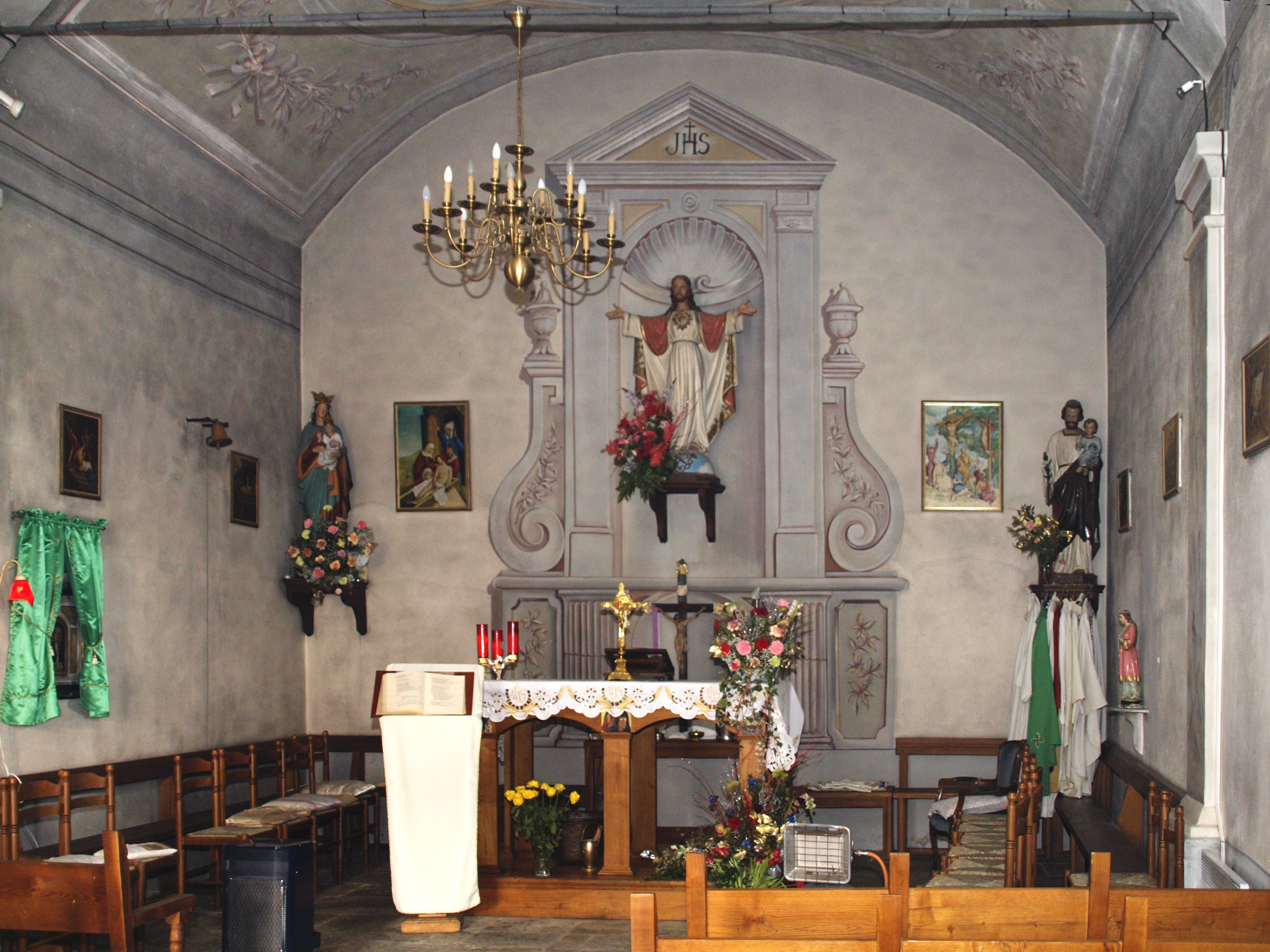
Interieur van de kapel

- De Heilig-Hartkerk (of -kapel) in het centrum van Ponte-Leccia
- Sint-Maartenkapel bij de kruising van de T20 met de D71